# 稲垣泰彦
稲垣 泰彦（いながき　やすひこ、1921年7月31日 - 1982年2月28日）は、日本の歴史学者。専門は日本中世史。

## 経歴
広島県呉市生まれ。1939年に広島県立呉第一中学校を卒業し、広島高等学校文科に進学。同校2年生だった1940年の夏、東京中野在住だった兄の家に滞在していたときに、隣家に住んでいた宝月圭吾を紹介され、進学先の相談をしたところ、東京帝国大学を勧められ、同大学への進学を決めたという。1942年に高校を卒業し、東京帝国大学文学部国史学科に入学。同期入学に永原慶二、安田元久、山口啓二らがいる。翌年、海軍に入隊し、その間の1944年9月に卒業。1947年、東京帝国大学大学院を退学。
同年、東京帝国大学史料編纂所に入所、1966年助教授、1969年教授。1977年4月から1979年3月まで東京大学史料編纂所長。『大日本史料 第8編之22～27』や『大日本古文書』（大徳寺文書、東福寺文書、東寺文書）の編纂を担当し、本務とは別に『信濃史料』、『栃木県史 資料編（中世）』などの地域史料の編纂も行った。
佐藤和彦によって、「土地所有と経営実態を把握することが封建制度の究明にとって最も重要な鍵であるとする」点に研究の特徴の一つがあると評された。

## 著書
- 『日本中世社会史論』東京大学出版会、1981年
- 『日本中世の社会と民衆』三省堂、1984年